# Narayanan Vaghul
Narayanan Vaghul, né en 1936 à Madras et mort le 18 mai 2024 dans la même ville, est un banquier indien.

## Biographie
Narayanan Vaghul naît en 1936 à Madras, dans une famille nombreuse.
À l'âge de 39 ans, il se voit attribuer le poste de directeur exécutif de la Central Bank of India. En 1981, il devient le plus jeune président de la Bank of India, à l'âge de 44 ans.
Il rejoint ICICI Limited en tant que président-directeur général en 1985. Sous sa direction, ICICI passe du statut de banque de développement à celui de deuxième banque commerciale du pays.
Narayanan Vaghul meurt le 18 mai 2024 à Chennai à l'âge de 88 ans. Il laisse dans le deuil sa femme, sa fille et son fils